# Fahed Attal
Pour les articles homonymes, voir Attal.
Fahed Attal (arabe : فهد عتال), né le 1er janvier 1985 à Qalqilya en Palestine, est un footballeur professionnel palestinien évoluant au poste d'attaquant.
Il joue actuellement pour le club jordanien d'Al Wihdat Amman.

## Biographie
Il est le premier meilleur buteur de l'histoire de son pays en sélection, devant l'attaquant Ziyad Al Kord, avec 15 buts en une trentaine de matchs. Tous les buts d'Attal avec la Palestine ont été marqués au cours de l'année 2006, lui valant la reconnaissance de l'IFFHS qui l'a positionné à la huitième place des buteurs mondiaux (matchs en équipe nationale et en club internationaux) cette année-là, ainsi qu'à la deuxième place par les buts internationaux derrière Miroslav Klose (13 buts).
En 2006, Al Jazira Amman s'attachera ses services pour 210 000 $[réf. nécessaire].
En 2010, Al Wihdat Amman s'attachera ses services pour 50 000 $.

## Buts internationaux
| #   | Date            | Lieu              | Adversaire | But  | Résultat |  |
| --- | --------------- | ----------------- | ---------- | ---- | -------- |  |
| 1.  | 16 février 2006 | Manama, Bahreïn   | Pakistan   | 1-0  | 1-0      |  |
| 2.  | 16 février 2006 | Manama, Bahreïn   | Pakistan   | 2-0  | 2-0      |  |
| 3.  | 18 février 2006 | Manama, Bahreïn   | Bahreïn    | 2-0  | 2-0      |  |
| 4.  | 1er mars 2006   | Amman, Jordanie   | Singapour  | 1-0  | 11-0     |  |
| 5.  | 1er avril 2006  | Dhaka, Bangladesh | Guam       | 2-0  | 11-0     |  |
| 6.  | 1er avril 2006  | Dhaka, Bangladesh | Guam       | 3-0  | 11-0     |  |
| 7.  | 1er avril 2006  | Dhaka, Bangladesh | Guam       | 5-0  | 11-0     |  |
| 8.  | 1er avril 2006  | Dhaka, Bangladesh | Guam       | 6-0  | 11-0     |  |
| 9.  | 1er avril 2006  | Dhaka, Bangladesh | Guam       | 8-0  | 11-0     |  |
| 10. | 1er avril 2006  | Dhaka, Bangladesh | Guam       | 11-0 | 11-0     |  |
| 11. | 3 avril 2006    | Dhaka, Bangladesh | Cambodge   | 3-0  | 4-0      |  |
| 12. | 5 avril 2006    | Dhaka, Bangladesh | Bangladesh | 1-0  | 1-1      |  |